# Goto Muñiz
Goto Muñiz (také Godo) (asi 900 –⁠⁠⁠⁠⁠⁠ asi 964) byla galicijská královna jako manželka Sancha Ordóñeze.
Před rokem 927 se provdala za galicijského krále Sancha Ordóñeze, který zemřel v roce 929. Po jeho smrti se podle zvyku znovu nevdala a místo toho odešla do kláštera. Žila ještě mnoho let po smrti svého manžela a v roce 947 byla zaznamenána jako abatyše v klášteře Castrelo de Miño.
Goto se objevuje v legendách o zázracích, jako je ta, která říká, že se jí občas zjevoval její zesnulý manžel a radil jí. V jednom případě jí údajně řekl, aby vzala kožešinu, kterou měl na sobě, a dala ji zbídačenému knězi. Tato kožešina se později stala relikvií.